# Jonathan Joss
Jonathan Joss Gonzalez, mer känd som Jonathan Joss, född 22 december 1965 i San Antonio i Texas, död 1 juni 2025 i San Antonio, var en amerikansk skådespelare och musiker med comanche- och White Mountain apache-ursprung. Han blev bland annat känd för sin roll som rösten till John Redcorn i den animerade serien King of the Hill och som Ken Hotate i Parks and Recreation. Han medverkade även i filmer som The Magnificent Seven (2016) och hade roller i TV-serier som Tulsa King. Dessutom bidrog han med röstskådespeleri i flera populära videospel, inklusive Red Dead Redemption, Cyberpunk 2077 och Days Gone.

## Död
Jonathan Joss avled i hemstaden San Antonio söndagen den 1 juni 2025, efter att ha blivit skjuten av sin homofobiske granne, Sigfredo Ceja Alvarez. Enligt Joss make Tristan Kern de Gonzalez hade paret blivit utsatta för Alvarez och hans homofobiska trakasserier under flera års tid. I januari 2025 brann deras hem (Joss barndomshem) ner till grunden och tre av deras hundar avled. När paret besökte platsen där deras hus tidigare hade legat dök även Alvarez upp på platsen och yttrade homofobiska förolämpningar mot dem, för att sedan ta fram ett gevär och skjuta Joss till döds. Polisen har (juni 2025) gripit Alvarez och åtalat honom för mord, men har inte klassificerat händelsen som ett hatbrott.
Joss hade nyligen återvänt till King of the Hill för en kommande återupplivning av serien och hade redan spelat in flera avsnitt. Hans död väckte sorg och hyllningar från kollegor och fans, inklusive kollegorna från Parks and Recreation Chris Pratt och Nick Offerman, som uttryckte sin sorg.
Jonathan Joss var en förespråkare för ursprungsbefolkningens representation i underhållningsindustrin.

## Filmografi (i urval)

### Filmer
| År   | Titel                                   | Roll                    | Noter             |
| ---- | --------------------------------------- | ----------------------- | ----------------- |
| 1994 | 8 sekunder                              | Läkare Del Rio          |                   |
| 1994 | Pearl – en annorlunda mor               | Svart rådjur            | TV-film           |
| 1994 | Stark medecin                           | Skötare #2              | TV-film           |
| 1998 | Almost Heroes                           | Bent Twig               |                   |
| 1998 | Pocahontas 2: Resan till en annan värld | Ytterligare röster      | Direkt till video |
| 2004 | Johnson Family Vacation                 | Kasinovärd              |                   |
| 2010 | True Grit                               | Hans tunga i regnet     |                   |
| 2016 | The Magnificent Seven                   | Denali                  |                   |
| 2021 | The Forever Purge                       | Amerikansk indian på TV |                   |

### TV-serier
| År              | Titel                         | Roll                                   | Noter                                                                         |
| --------------- | ----------------------------- | -------------------------------------- | ----------------------------------------------------------------------------- |
| 1994            | Walker, Texas Ranger          | Unge Raymond Firewalker, Eddie         | 4 avsnitt                                                                     |
| 1996            | Dead Man's Walk               | Sparkande varg                         | Miniserie                                                                     |
| 1998–2009, 2025 | King of the Hill              | John Redcorn (röst)                    | Huvudensemble                                                                 |
| 1999            | Den vilda familjen Thornberry | Ooloopie, isbjörnar (röst)             | Avsnittet "Polar Opposites"                                                   |
| 2003            | Förhäxad                      | Brusk demon                            | Avsnittet "Baby's First Demon"                                                |
| 2004            | Cityakuten                    | Bert                                   | Avsnittet "Time of Death"                                                     |
| 2005            | Justice League Unlimited      | Sheriff Ohiyesa 'Pow Wow' Smith (röst) | Avsnittet Episode: "The Once and Future Thing, Part One: Weird Western Tales" |
| 2005            | Into the West                 | Wovoka                                 | Avsnittet "Ghost Dance"                                                       |
| 2008            | Comanche Moon                 | Sparkande varg                         | 2 avsnitt                                                                     |
| 2008            | In Plain Sight                | Joseph Parker                          | Avsnittet "Pilot"                                                             |
| 2010            | Friday Night Lights           | Owney                                  | Avsnittet "Kingdom"                                                           |
| 2011–2015       | Parks and Recreation          | Ken Hotate                             | 5 avsnitt                                                                     |
| 2014            | The League                    | Takoda                                 | "Man Land"                                                                    |
| 2016            | Ray Donovan                   | Lou                                    | 3 avsnitt                                                                     |
| 2022            | Tulsa King                    | Dåligt ansikte                         | 2 avsnitt                                                                     |

### Datorspel/videospel
| År   | Titel                           | Röstroll                | Noter  |
| ---- | ------------------------------- | ----------------------- | ------ |
| 2010 | Trauma Team                     | Hank Freebird           |        |
| 2010 | Red Dead Redemption             | Den lokala befolkningen |        |
| 2016 | The Walking Dead: Michonne      | John                    |        |
| 2019 | Days Gone                       | Alkai Turner            |        |
| 2020 | Wasteland 3                     | Payaso Wannabe          |        |
| 2023 | Cyberpunk 2077: Phantom Liberty | Robert Rainwater        | [ 11 ] |